# Justicia amherstia
Justicia amherstia là một loài thực vật có hoa trong họ Ô rô. Loài này được Bennet mô tả khoa học đầu tiên năm 1978.